# Edino Nazareth Filho
Edino Nazareth Filho (Rio de Janeiro, 5 juni 1955) – alias Edinho – is een Braziliaans voormalig betaald voetballer die doorgaans als centrale verdediger speelde. Edinho was aanvoerder van het Braziliaans voetbalelftal op het WK 1986 in Mexico. Hij ging ook mee naar het WK 1978 in Argentinië en het WK 1982 in Spanje.

## Biografie
Edinho debuteerde in het shirt van Fluminense FC in 1975 en kwam acht seizoenen uit voor de club. Hij won de Campeonato Brasileiro Série A met CR Flamengo in 1987, maar de meeste wedstrijden (138) uit zijn loopbaan werkte de verdediger af in de Italiaanse loondienst van Udinese tussen 1982 en 1987. In 1975 maakte hij deel uit van het Braziliaans voetbalelftal dat goud pakte op de Pan-Amerikaanse Spelen. In 1990 zette Edinho op 35-jarige leeftijd een punt achter zijn loopbaan.

## Erelijst
| Competitie                    |            |                  |            |            |
| Competitie                    | Aantal     | Jaren            |            |            |
| Fluminense                    | Fluminense | Fluminense       | Fluminense | Fluminense |
| ----------------------------- | ---------- | ---------------- | ---------- | ---------- |
| Campeonato Carioca            | 3x         | 1975, 1976, 1980 |            |            |
| Flamengo                      |            |                  |            |            |
| Campeonato Brasileiro Série A | 1x         | 1987             |            |            |
| Grêmio                        |            |                  |            |            |
| Campeonato Gaúcho             | 1x         | 1989             |            |            |
| Copa do Brasil                | 1x         | 1989             |            |            |

| Pan-Amerikaanse Spelen | 1x | 1975 |